# Henri-Vuillemin-Bataillon

Flagge der Interbrigaden

Das Henri-Vuillemin-Bataillon war ein weitgehend französisch-belgisches Bataillon der Internationalen Brigaden im Spanischen Bürgerkrieg. Benannt wurde es nach Henri Vuillemin, einem französischen Revolutionär. Die Aufstellung des Henri-Vuillemin-Bataillons erfolgte am 1. Dezember 1936 in Albacete, dem zentralen Stützpunkt und dem Ausbildungslager der Internationalen Brigaden. Das Bataillon wurde Teil der XIII. Internationalen Brigade. Es erhielt die Bezeichnung No 10. Der Kommandeur der XIII. Internationalen Brigade war Wilhelm Zaisser, besser bekannt als General Gomez. Bei der Formierung hatte die XIII. Internationale Brigade die folgende Gliederung:
1.º Louise-Michel-Bataillon (französisch) 

2.º Tschapajew-Bataillon (vornehmlich deutsch und polnisch) 

3.º Henri-Vuillemin-Bataillon (französisch) 

4.º Juan-Marco-Bataillon (spanisch) 

Nach Kämpfen bei Teruel wurde das Bataillon durch die Zusammenlegung mit dem Louise-Michel-Bataillon im Januar 1937 rekonstruiert.

## Geschichte

### Levante
Direkt nach der Formierung des Bataillons im Dezember 1936 erhielt das Henri-Vuillemin-Bataillon den Marschbefehl zur Küstensicherung in die Levante. Das Bataillon reiste per Eisenbahn von Albacete nach Valencia. Der Grund für den Marschbefehl zur Küstensicherung war, dass größere Truppentransporte von Italien aus nach Spanien durchgeführt wurden, so dass die Gefahr einer Landeoperation von italienischen Schwarzhemden-Divisionen an der Mittelmeerküste zwischen Castellón de la Plana und der Ebromündung bestand. Nach der Stationierung in der Levante erhielt das Bataillon den Befehl das Tschapajew-Bataillon, welches bereits seit einer Woche eine Panzerformation, die auf einem Güterzug an der Bahnstrecke von Valencia nach Castellón de la Plana verladen war, bewachte, abzulösen. Am nächsten Tag erhielt die XIII. Internationale Brigade mit dem Louise-Michel-Bataillon, dem Tschapajew-Bataillon, dem Henri-Vuillemin-Bataillon und dem Juan-Marco-Bataillon den Abmarschbefehl zur Teruelfront.

### Entlastungsoffensive von Teruel
Im Rahmen der Kämpfe um Madrid beschloss die republikanische Regierung eine Entlastungoffensive bei Teruel. Ziel dieser Entlastungoffensive war die Eroberung von Teruel über das Tal des Flusses Alfambra. Gehalten wurde der Frontabschnitt, einige Kilometer vor Teruel, durch die anarchistische Kolonne Ledesma, die von Pancho Villahermosa befehligt wurde. Kennzeichen dieses Frontabschnittes war, dass er noch nicht militarisiert war und zudem die Front bei Villalba Bajader sich seit fünf Monaten nicht verändert hatte.
Am 26. Dezember 1936, kurz nach Ankunft der XIII. Internationalen Brigade im Tal des Flusses Alfambra, erhielt die Brigade mit der Panzerformation sowie der Kolonne Ledesma den Befehl, in den Morgenstunden des 27. Dezember 1937 Teruel anzugreifen. Aufgrund der akuten Flankenbedrohung durch eine faschistische Stellung auf den Monte Cementerio versuchten die republikanischen Einheiten vergeblich über mehrere Tage das Plateau zu erobern. Selbst mit der Unterstützung des Tschapajew-Bataillons und des Louise-Michel-Bataillons gelang es dem Henri-Vuillemin-Bataillon nicht, die Stellungen auf dem Monte Cementerio einzunehmen.
Aufgrund der hohen Verluste bei den Kämpfen um den Monte Cementerio wurden die beiden französischen Bataillone, das Henri-Vuillemin-Bataillon und das Louise-Michel-Bataillon zusammengelegt. Bei der Verlegung der XIII. Internationalen Brigade an die Mittelmeerküste sollten die Stellungen der XIII. Internationalen Brigade von der Kolonne Ledesma besetzt werden, die sich aber weigerte diese Stellungen zu übernehmen. Die Kolonne zog es vor Stellungen zu beziehen, die besser zu verteidigen waren. Somit wurde ein Geländegewinn von fünf Kilometern preisgegeben.

### Kämpfe in der Sierra Nevada

Blau: vorrückende Truppen der Nationalisten, grün: italienische Truppen, rot: republikanische Gegenangriffe

Um die Niederlage der Republikaner bei der Schlacht von Málaga abzuwenden, erhielt das Bataillon am 27. Januar 1937 den Abmarschbefehl zur Südfront in die Sierra Nevada. Das Bataillon fuhr mit Lastwagen von Tortajado nach Requena. Dort wurde die XIII. Internationale Brigade aufgestockt, da während der vierwöchigen Kämpfe um Teruel die Verluste der Brigade extrem hoch waren. Außerdem wurde ein Weiteres spanisches Bataillon in die XIII. Internationale Brigade eingruppiert.
Nach der Neugruppierung hatte die XIII. Internationale Brigade die folgende Gliederung:
- Tschapajew-Bataillon  (vornehmlich deutsch und polnisch)
- Henri-Vuillemin-Bataillon (französisch)
- Juan-Marco-Bataillon (spanisch)
- Otumba-Bataillons (spanisch)

Während der Kämpfe in der Sierra Nevada bezog das Henri-Vuillemin-Bataillon Stellungen in der Nähe von Órgiva. Der Brigade gelang es in diesem Frontabschnitt, die Front zu stabilisieren. So konnte verhindert werden, dass die Nationalisten weiter über Orgiva auf Almería vorrücken konnten.

Gesamtansicht von Trevélez

 Nach der Stabilisierung der Front in der Sierra Nevada beschloss die Brigadeleitung eine Entlastungsoffensive im Trevéleztal. Diese Offensive sollte einer versprengten Einheit von 800 Milizionären aus Málaga die Möglichkeit eröffnen, durch die feindlichen Linien zu gelangen. Die XIII. Internationale Brigade begann mit dem Lenin-Bataillon nach der Ankunft des Tschapajew-Bataillons die Entlastungsoffensive im Trevéleztal. Gegen Abend erhielt das Henri-Vuillemin-Bataillon den Auftrag, mit dem Tschapajew-Bataillon, nach Capilerilla vorzurücken. Das Bataillon erreichte über Höhenpfade das Tal von Pórtugos Capilerilla und eroberte die Ortschaft. Im Rahmen der Entlastungsoffensive gelang es den spanischen Brigaden und der XIII. Internationalen Brigade an diesem Tag neben der Ortschaft Capilerilla auch die Ortschaften Pitres, Busquístar, Ferreirola und Mecina-Fondales einzunehmen. Nach der Stabilisierung des Frontverlaufes im Bereich von Pórtugos und der Befestigung von Höhenstellungen in der Sierra Nevada sowie im Trevéleztal gelang es den eingeschlossenen 800 Milizionären aus Málaga bei Nacht, während eines Schneesturms, im Bereich des Lenin-Bataillons der Einkesselung zu entgehen. Nach der geglückten Befreiung der Milizionäre aus Málaga erhielt die XIII. Internationale Brigade am 27. März 1937 den Ablösebefehl.

### Provinz Córdoba
Nach dem Abzug der XIII. Internationalen Brigade aus der Sierra Nevada erreichte die Brigade über Bailén die Provinz Córdoba. Hier bezog die Brigade ab dem 1. April 1937 Ausgangsstellung für die geplante Offensive in der Region Los Pedroches. Während der Offensive vom 4. April 1937 bis zum 6. April 1937 versuchte die XIII. Internationale Brigade Cerro Mulva, eine Schlüsselposition der Nationalisten, einzunehmen. Während der Offensive eroberte die XIII. Internationalen Brigade mit der 86. Brigade sowie weiteren spanischen Einheiten die Ortschaften Valsequillo, La Granjuela, Los Blázquez, Esparragossa, Prados, Cuenca und Granja. Den republikanischen Truppen gelang es innerhalb einiger Tage ein Gebiet von fast einhundert Quadratkilometern zu erobern, so dass die Frontlinie bis vor die Berge von Peñarroya und Fuente Ovejuna vorgeschoben werden konnte.
Nach der Offensive bezog das Henri-Vuillemin-Bataillon Stellung im Frontabschnitt Los Blázquez, links vom Frontabschnitt des Tschapajew-Bataillons. Nach 5 Monaten erhielt die XIII. Internationale Brigade die Nachricht, dass die Brigade von der Südfront zur Zentralfront abgezogen werden sollte. Die Verlegung der XIII. Internationalen Brigade erfolgte nach Madrid über Valdepeñas.

### Schlacht von Brunete
Während der Schlacht von Brunete im Juli 1937 kämpfte das Henri-Vuillemin-Bataillon mit dem Tschapajew-Bataillon, dem Juan-Marco-Bataillon und dem Otumba-Bataillon. Das Bataillon rückte mit dem Tschapajew-Bataillon zu Beginn der Schlacht links der Straße von Valdemorillo nach Villanueva de la Cañada auf Villanueva de la Cañada vor und die beiden spanischen Bataillone links der Straße. Das Bataillon kann 300 bis 400 Meter an die nationalistischen Stellungen heran, worauf der Angriff ins Stocken geriet. Dem spanischen Juan-Marco-Bataillon gelang es aber in die nationalistischen Stellungen einzubrechen. Durch den Angriff des Tschapajew-Bataillons vom Friedhof her sowie des Angriffes der XV. Internationalen Brigade gelang es den Internationalen Bataillonen die Ortschaft Villanueva de la Cañada einzunehmen.
Nach der Einnahme von Villanueva de la Cañada durch die XIII. und XV. Internationalen Brigaden kampierten die Brigadisten in dieser Ortschaft, was den Faschisten die Möglichkeit gab, die Anhöhen von Villanueva de la Cañada zu befestigen. Nach dem Scheitern der Republikanischen Offensive bereiteten sich die XIII. Internationale Brigade auf den erwarteten Gegenangriff der Nationalisten vor. Nach fünf Tagen begannen die Truppen Francos die Linien vor Villanueva de la Cañada mit Artillerie massiv zu beschießen.
Aufgrund dieses Beschusses über mehrere Tage betrugen die Verluste der XIII. Internationalen Brigaden zwei Drittel des Mannschaftsbestandes. Unter anderem fielen auch der Brigadekommissar und drei Bataillonkommissare der XIII. Internationalen Brigade. Zudem fielen noch ein Dutzend Kompanieführer und mehrere Kommissare. Die Verluste des Tschapajew-Bataillons  waren derart hoch, dass das Tschapajew-Bataillon ab dem 23. Juli 1937 nur noch auf dem Papier existierte.

### XIV. Internationale Brigade
Am 5. August 1937 wurde das Bataillon der XIV. Internationalen Brigade zugewiesen. Am 23. April 1938 wurde das Bataillon aufgelöst.

## Mitglieder des Henri-Vuillemin-Bataillon
- Raymond Francois
- Kommandeur Lhes